# Hotel Beránek (Praha)
Hotel Beránek Praha je ubytovací zařízení na Tylově náměstí, respektive Bělehradské ulici č. 478/110 v Praze 2-Vinohradech.

## Historie
Historie pražského hotelu Beránek začíná roku 1887, kdy podnikatel Josef Beránek (1864–1936) koupil řeznický obchod na náměstí a přidal jej do svého podnikatelského portfolia s názvem Beránkovy podniky. O deset let později se mu podařilo koupit také dům nad obchodem.
Před vypuknutím první světové války byl obchod přestavěn na kavárnu a restaurant. Po skončení války byla k domu přistavěna další část, v níž vznikl Slovanský hotel – Beránek. Některé provozní a kancelářské budovy v zadní části hotelu dosahovaly až do Londýnské ulice. Ty sloužily jako ubytování pro hotelový personál, ale byly zde také stáje a sklad sena a později přibyly ještě garáže a benzínová pumpa.
Jak Beránkův hotel, tak jeho masných krámů, včetně restaurace U Keců, ovlivňovaly život v bezprostředním okolí Tylova náměstí. V roce 1929 Josef Beránek v Londýnské ulici založil také biograf, jeden z nejmodernějších v tehdejší Praze. Po roce 1948 bylo kino Beránek přejmenováno na Dalibor a v polovině šedesátých let bylo zrušeno.
Josef Beránek starší v roce 1936 zemřel a po něm hotel i ostatní podniky převzal jeho syn Josef (1901–1987). Hotel Beránek fungoval až do konce druhé světové války, po nástupu komunistů k moci byl znárodněn. I poté hotel a restaurace sloužily svému účelu.